# 愛迪達
阿迪達斯（德語：adidas）是一間德國運動用品的製造商，是Adidas AG的成員公司。愛廸達以其創辦人阿道夫·達斯勒（Adi Dassler）命名，前身是1924年由魯道夫·達斯勒和阿道夫·達斯勒兩兄弟共同建立的「達斯勒兄弟鞋廠」，於紐倫堡附近的黑措根奥拉赫開始生產鞋類產品。1949年8月18日，以Adi Dassler adidas Sportschuhfabrik名字登記。愛廸達的服裝及運動鞋設計，通常都可見到三條紋，象徵為品牌標誌性的三條紋，源於鞋側設計能更契合腳型，提升舒適與穩定性，最終成為愛迪達的象徵。這三條線後被譽為「勝利的三條線」，寓意實現挑戰、成就未來與不斷超越目標。

## 歷史

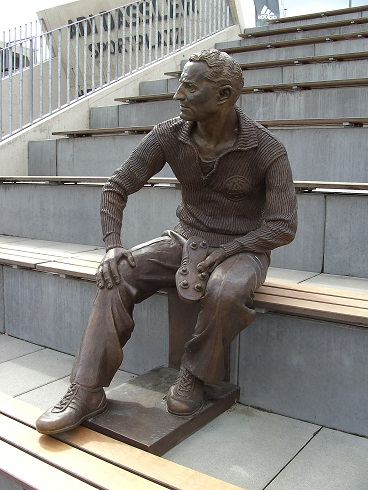
位於黑措根奥拉赫阿迪·達斯勒體育場的阿道夫·達斯勒銅像。

愛廸達公司的前身其實是由鲁道夫·達斯勒和阿道夫·達斯勒（阿迪·達斯勒）兩兄弟共同建立的「達斯勒兄弟鞋廠」（德語：Schuhfabrik Gebrüder Dassler）。1936年柏林奧運會期間，達斯勒兄弟力排眾議向美國黑人運動員傑西·歐文斯提供鞋釘，結果歐文斯連奪四枚奧運金牌，達斯勒兄弟鞋廠也一炮而紅。
但是後來的一場誤會引發了兩兄弟的不和：1943年，二次大戰期間，有一次鲁道夫一家人為了躲避盟軍的轟炸而躲到了阿道夫一家的防空洞裏面，阿道夫不經意地說了一句：「那些死雜種又來了」。後來阿道夫解釋「死雜種」指的是盟軍的軍機飛行員，但是魯道夫卻認為「死雜種」指的是自己一家人。後來魯道夫被美軍俘獲，魯道夫更加相信是阿道夫向美軍出賣了自己。二戰結束後，達斯勒兄弟鞋廠復業，有47名員工，並以帆布與美軍燃油槽提煉出合成橡膠，製成戰後第一款運動鞋。但兄弟二人的不和最終導致他們在1948年分道揚鑣：阿道夫退出了達斯勒兄弟鞋廠，另外建立了自己的品牌「愛廸達」；而魯道夫則在奥拉赫河的另一邊建立了自己的品牌「PUMA」。據說兩兄弟直到離世也沒有再往來過，甚至身故後也不願葬在對方身邊。

### 現代
2005年8月，阿迪達斯宣布計劃以38億美金收購英國競爭對手Reebok，交易於2006年1月完成。 
2009年，愛廸達和PUMA兩間企業的員工在黑措根奥拉赫舉行了一場足球友誼賽，為兩兄弟之間長達一甲子的齟齬，象徵性地劃上了句號。
2011年，阿迪達斯宣布通过股权收购协议，收购户外极限运动品牌——Five Ten。
2015年8月，阿迪達斯以2.4億美金收購收購健康科技公司——Runtastic。 
同年与美国说唱歌手肯伊·威斯特合作设计首款运动鞋“Boost 750”于2月发布。
2017 年 5 月，阿迪達斯以 4.25 億美元將 TaylorMade 高爾夫公司（包括 Ashworth）出售給 KPS Capital Partners 。
2018年，Adidas Originals公佈與Alexander Wang的第三波聯乘系列新作，以起皺紋路作為主軸，包括鞋、長褲及上衣。
2021年5月，路透社引述消息人士指，因旗下運動品牌Reebok近年業績表現不理想，Adidas計劃出售Reebok。2022年3月1日Authentic Brands Group 宣布已完成对Reebok的收购。

### 1954年世界盃
當西德隊奇蹟般得贏取了1954年世界盃的時候，他們的運動鞋提供商正是愛廸達，在當時愛廸達與西德所設計的運動鞋採用了一項突破性的科技成果，那便是鞋底下可自由拆卸的鞋釘的設計，當天氣和場地條件較好時，便使用短釘，而在下雨的時候，則使用長釘固定在鞋底下，以便於在泥濘的場地裡取得更多得抓地力。而在決賽中西德面對當時強大的匈牙利隊時，雙方便是在一場大雨中交戰，於是取得有更好抓地力戰靴的西德隊在這場遭遇戰中順利擊敗了匈牙利隊。
這件軼事被記載在一部成功的德國電影「伯恩奇蹟」（Das Wunder von Bern）中，這部電影所敘述的正是於1954年世界盃足球賽的故事。

## 世界盃比賽足球
從1970年世界盃開始，阿迪達斯成為了國際足聯官方用球指定贊助商，並為其後每一屆世界盃提供比賽用球。
| 年份   | 比賽用皮球命名                    | 革命性設計 |
| ------ | --------------------------------- | --- |
| 1970年 | Telstar Durlast（泰尔斯塔）       | 首個白色飾以黑色五角形的足球設計，以配合首次有電視直播世界盃的黑色電視畫面，全皮製造，32塊手縫球面（12塊黑色五角形及20塊白色六角形）。 |
| 1974年 | Telstar Durlast（泰尔斯塔，智利） | 與四年前的足球相同，只將「阿迪達斯」商標由金色改為黑色。 |
| 1978年 | Tango Durlast（探戈）             | 首次採用20面圓邊三角形圖案組成12個相同的圓形設計，接著五屆世界盃沿用相同設計。改進皮球適應不同天氣的質量。 |
| 1982年 | Tango Espana（西班牙探戈）        | 輕微更改圖案設計。革命性防水縫口，減少皮球在雨天吸收水份，因而減輕雨天比賽皮球的重量。 |
| 1986年 | Azteca Mexico（阿兹特克）         | 採用墨西哥阿芝特克（Aztec）建築及壁畫圖案設計。首個合成物質世界盃皮球，增加耐用度及進一步減低吸水性，特別合適在墨西哥高原比賽。 |
| 1990年 | Etrusco Unico（伊特鲁里亚）       | 採用三個義大利伊楚利亞（Etruscans）獅子頭圖案裝飾圓邊三角形。改進合成物質，增加黑色聚亞安酯海棉（polyurethane foam）內層，使皮球完全防水及增加球速。 |
| 1994年 | Questra（奎斯特拉）               | 採用對美國航天科技致敬的星空圖案設計。改用白色聚亞安酯海棉內層，改善控球能力及再增加球速。 |
| 1998年 | Tricolore（三色球）               | 首個多色世界盃皮球，採用法國紅白藍三色設計。更先進獨立點陣式充氣「小氣球」組成的聚亞安酯海棉內層，改進皮球的耐用性及回球能量。 |
| 2002年 | Fevernova（飛火流星）             | 突破沿用多年的探戈（Tango）設計，採用亞洲文化的顏色及圖案設計。精鍊的聚亞安酯海棉內層及三層針織縫邊令更易控制射球或傳球路線。 |
| 2006年 | Teamgeist（團隊之星）             | 球身主要以銀白色為主色，加上六條黑色粗孤線，孤線外圍配上金色幼線，黑白色代表德國主場球衣的傳統顏色，金色則代表世界盃冠軍獎盃，每一顆球亦首次在球身上皆記載每場比賽的舉辦城市、賽事場館、對賽隊伍、比賽日期以及開賽時間。放棄採用原本由32塊球面製造足球的傳統，選用14塊球面製造，這樣令足球更加達至完美的球體，並且利用2004年歐洲國家盃專用足球採用的熱黏合技術所製造。                                                                                                  |
| 2010年 | Jabulani（普天同庆）              | 球身用多達十一種顏色組成，象徵南非的十一種官方語言，球面有空氣動力凹槽，並僅由8塊3D球面嵌片以熱融接合，完整包覆內裡球心，號稱史上最圓的足球。 |
| 2014年 | Brazuca（森巴榮耀）               | 以6塊十字型皮革組成，是歷代世界盃用球中最少的，又採用2012年歐洲杯用球「Tango 12」的內膽，以確保皮球運動時的穩定性和方便球員控球。此外，球又以藍、橙、綠等森巴色彩組成，設計靈感為巴西傳統許願手環。 |
| 2018年 | Telstar 18（电视之星 18）         | “電視之星”在1968年的歐洲冠軍杯上現身，直到2018年正好是50週年，重製版的“電視之星18”採用經典黑白配色，帶有灰色漸變色塊，球内植有NFC芯片，可以與智能手機進行數據傳輸。此外，“電視之星18”是全球首款足球使用生物基三元乙丙橡胶，因此拥有良好的低温特性，彈性及回彈性。 |
| 2022年 | Al Rihla（逐梦之旅）              | “AL RIHLA”采用了20块皮的设计，其表面纹理提高了足球飞行的准确性和稳定性，使其成为世界杯历史上空中飞行速度最快的用球，以支持高质、高速的足球比赛。其珠光表面采用活力醒目的配色和设计图案，带来更强的视觉冲击力，为全球从草根到专业的所有球员和球迷带来震撼的视觉效果。此外，“AL RIHLA”的设计还考虑了环保因素，它是世界杯历史上第一款完全使用水性油墨和胶水制作的用球。除此以外，官方还制作了名为“Al Hilm”（圆梦之旅）的比赛用球，在半决赛、三四名决赛和冠亚军决赛中使用。 |

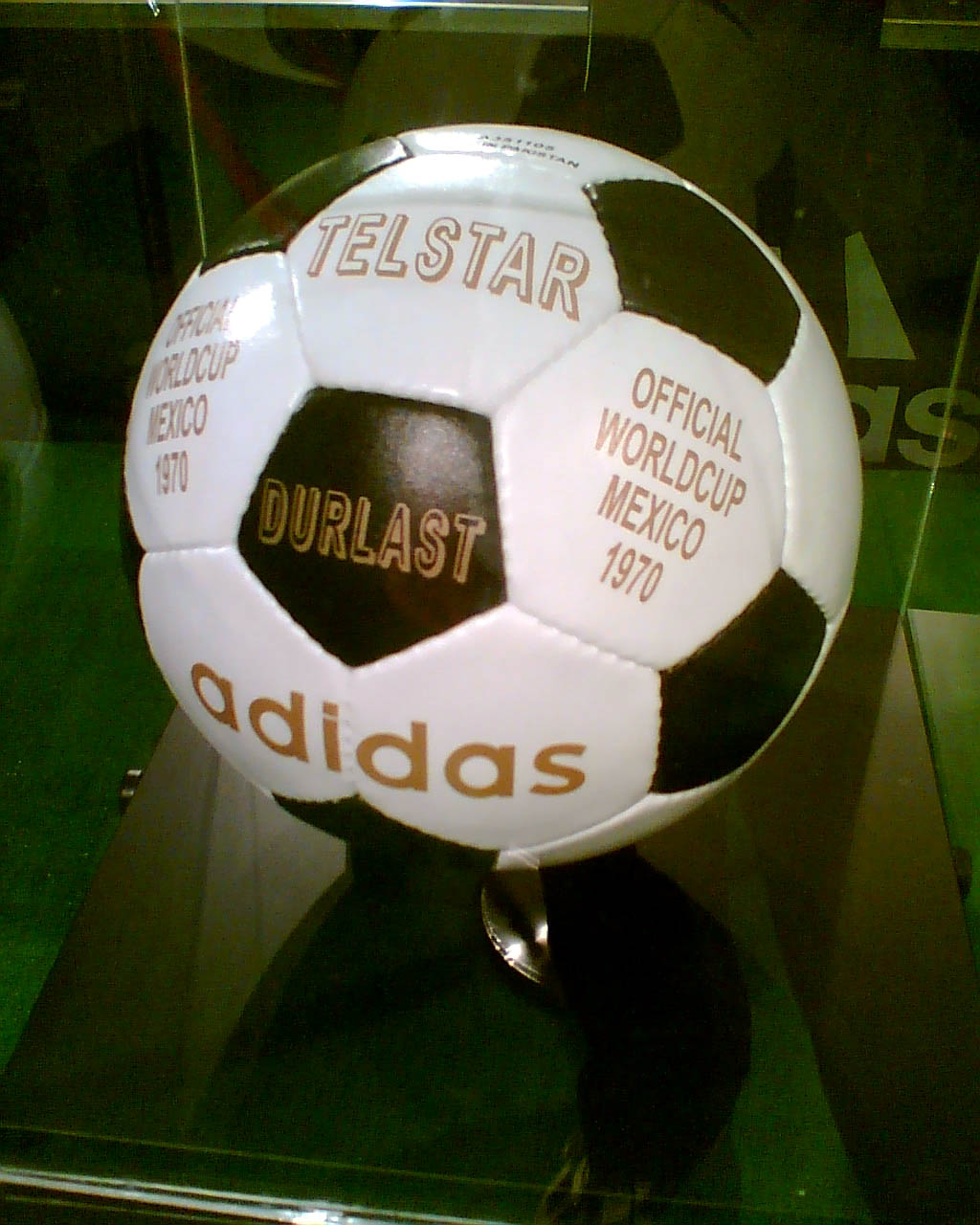
1970年墨西哥世界盃 Telstar Durlast
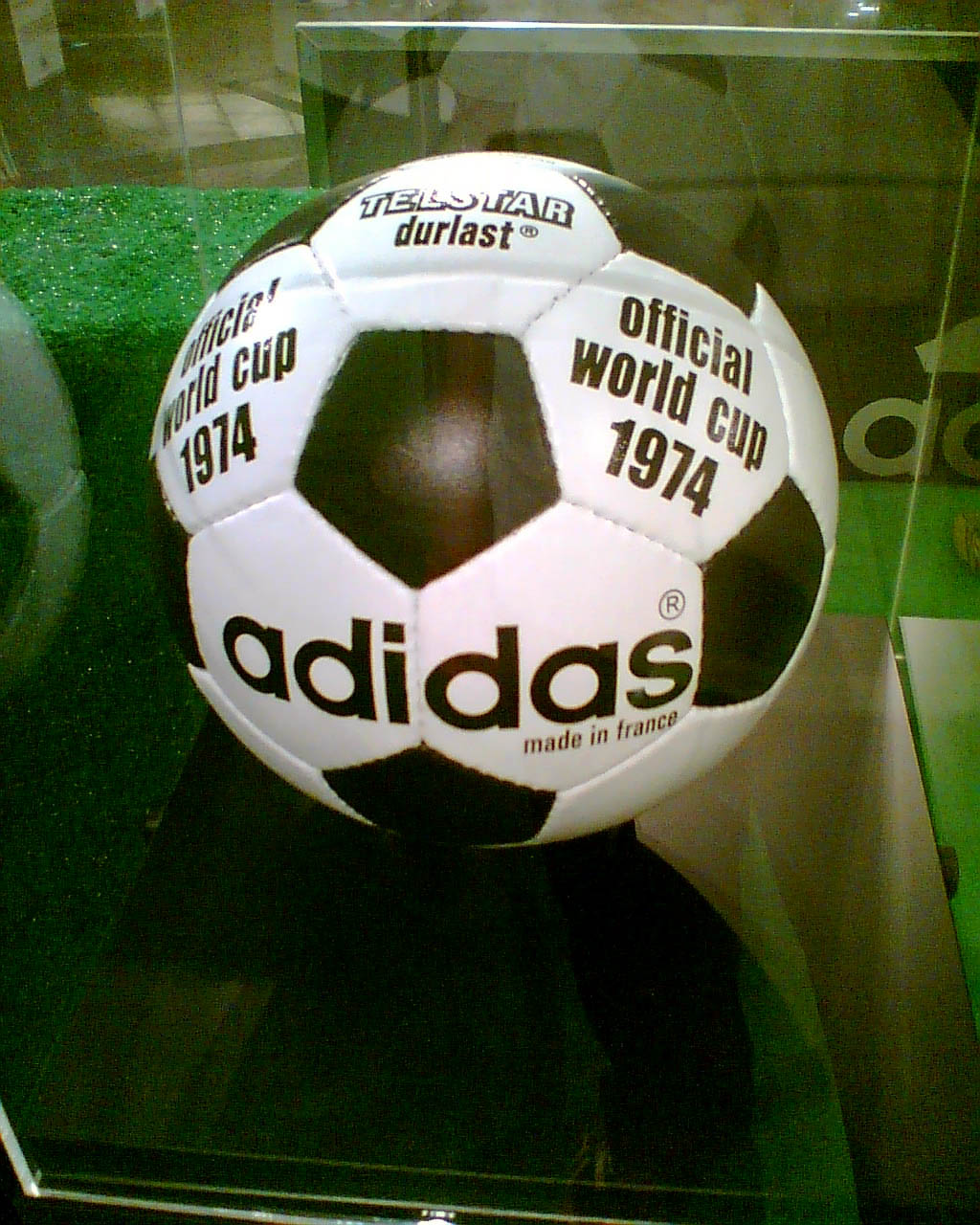
1974年西德世界盃 Telstar Durlast
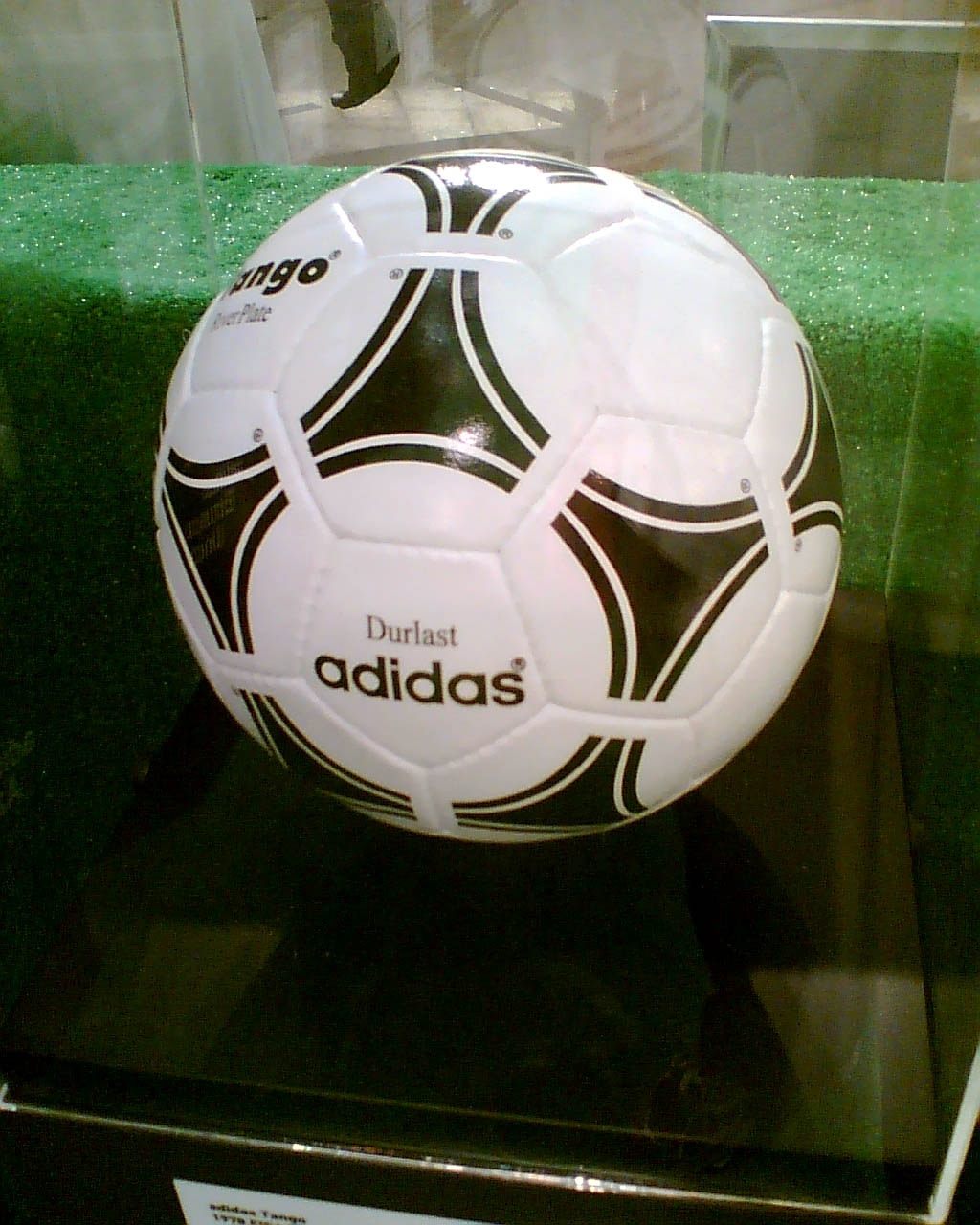
1978年阿根廷世界盃 Tango Durlast
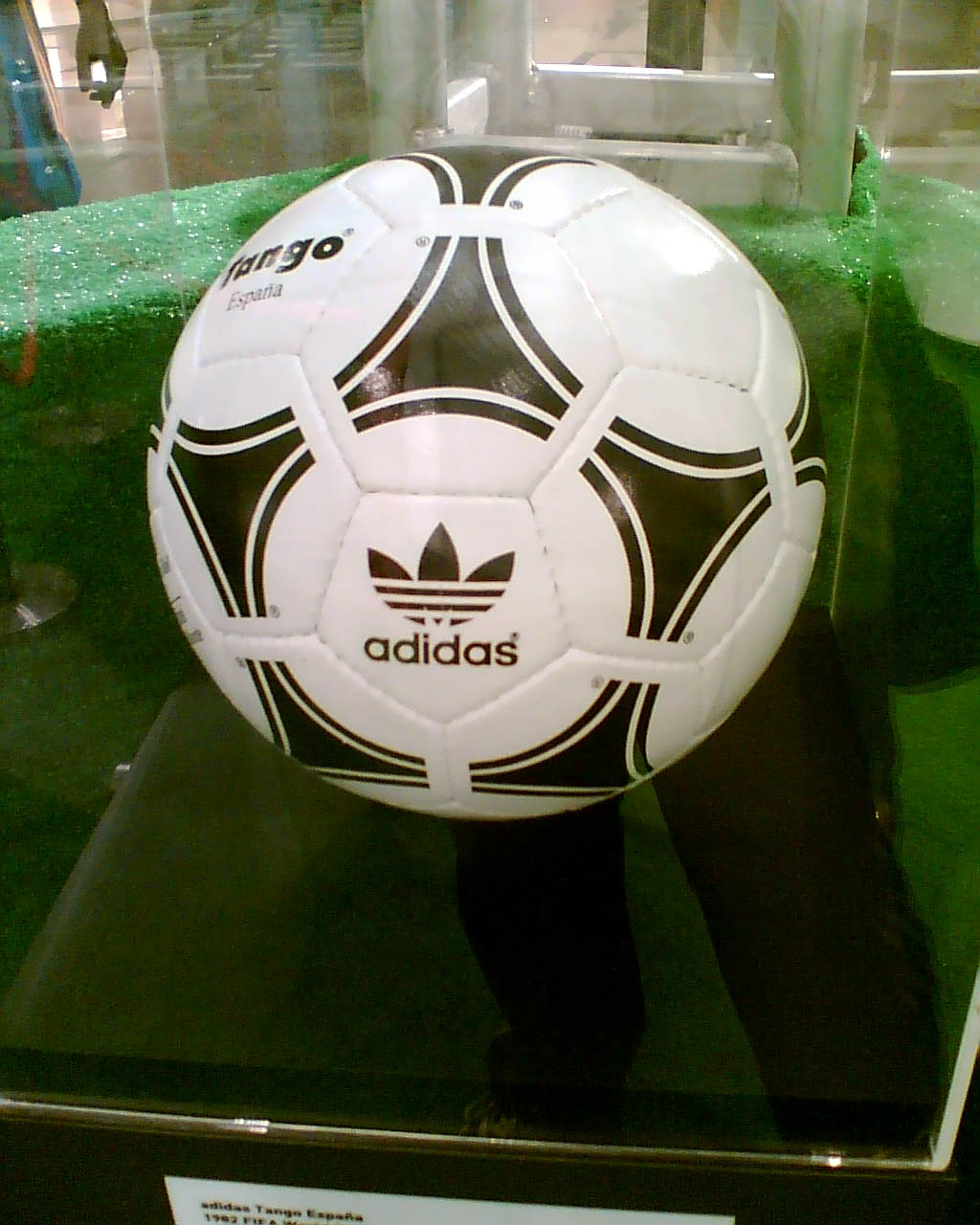
1982年西班牙世界盃 Tango Espana
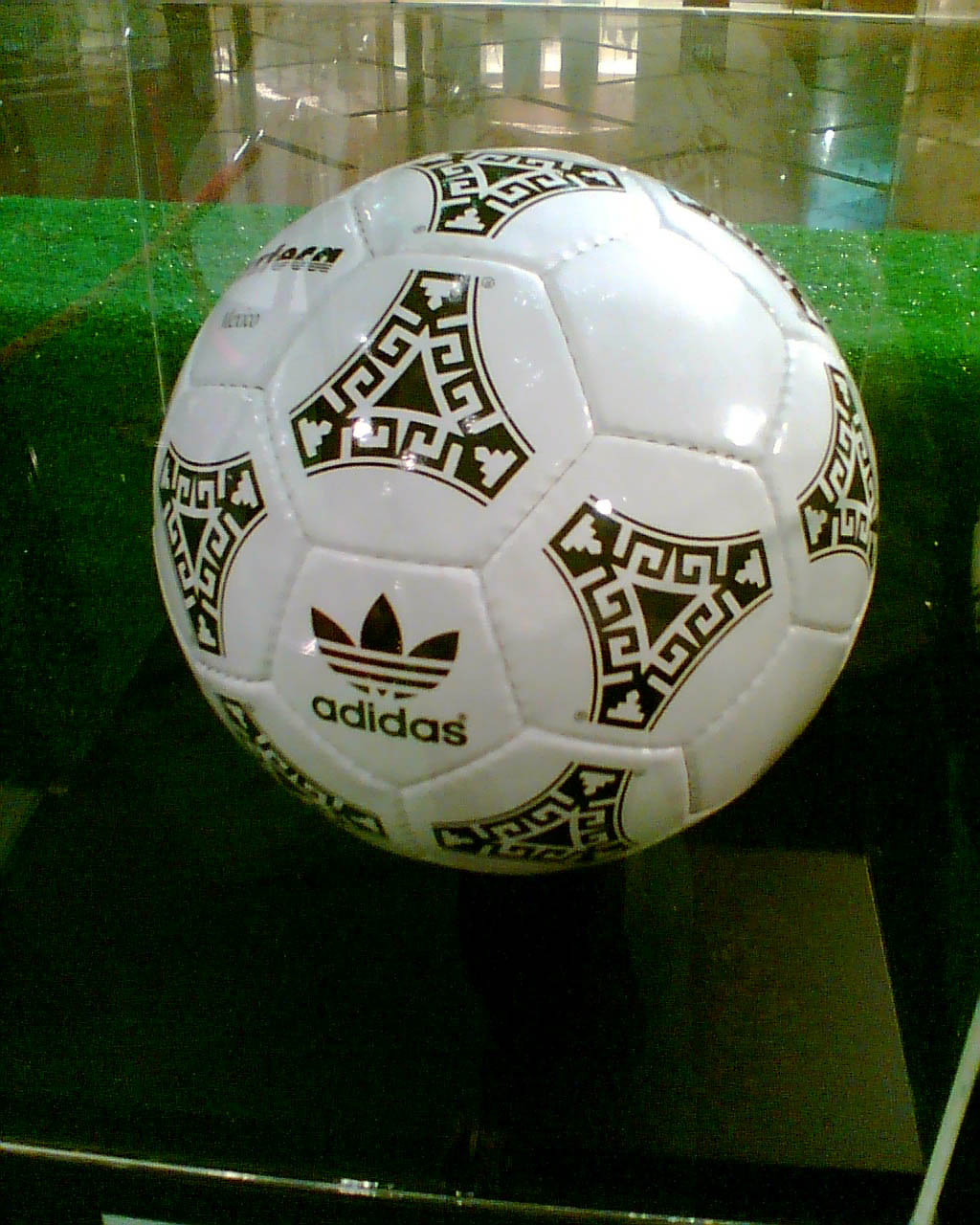
1986年墨西哥世界盃 Azteca Mexico
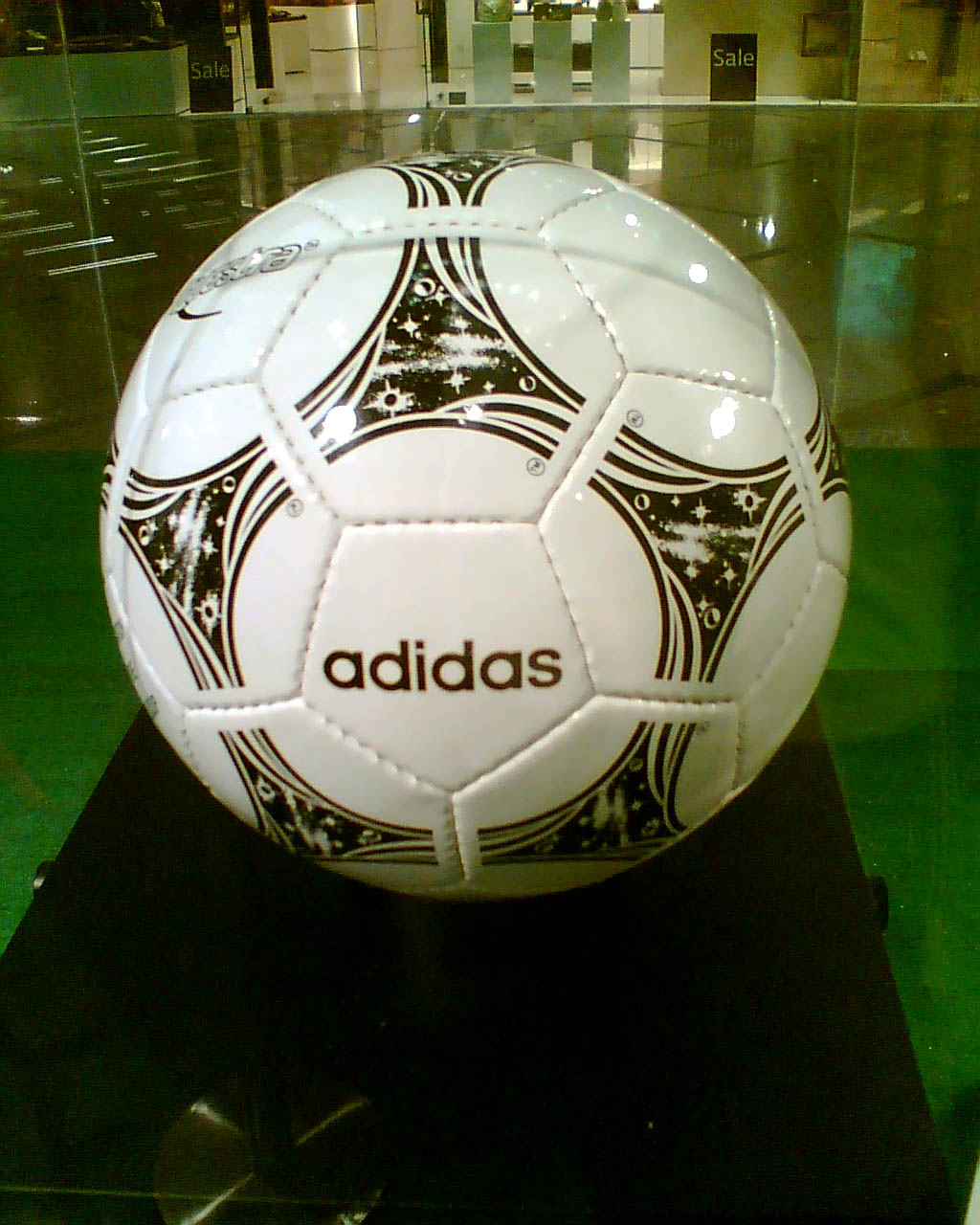
1994年美國世界盃 Questra
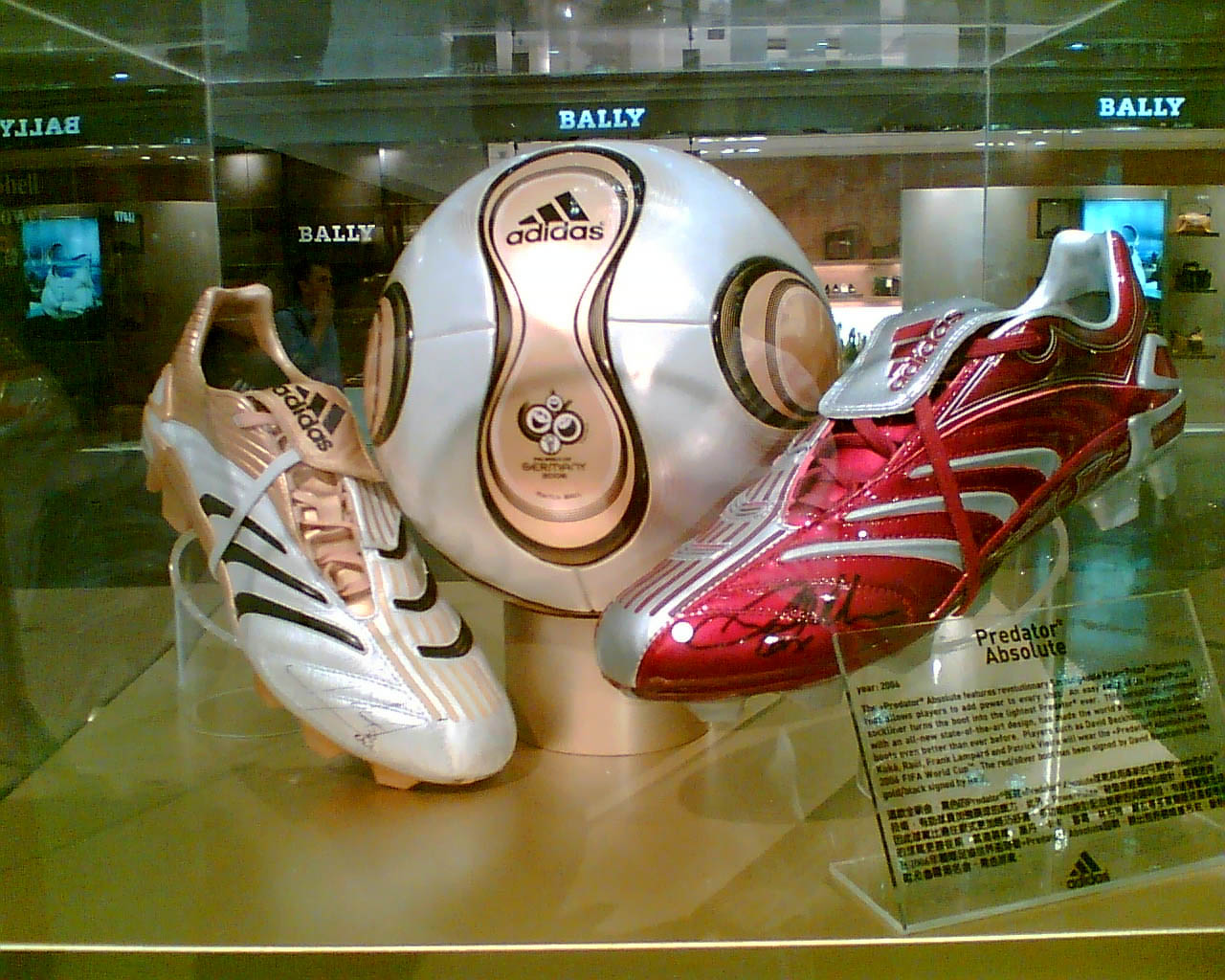
2006年德國世界盃 Teamgeist

## 赞助球员
- NBA：詹姆斯·哈登、達米安·里拉德、德瑞克·羅斯、多諾萬·米契爾、卓西·麥基迪、崔·楊
- 網球：亞歷山大·茲韋列夫、斯特凡諾斯·西西帕斯、吳易昺、費利克斯·奧熱-阿利亞西姆、加藤未唯、卡洛琳娜·穆霍娃

## 贊助球隊

Adidas Originals

adidas贊助不少運動隊伍，包括足球隊、欖球隊及棒球隊等。

### 足球

#### 國家足球隊
- 亞洲：日本、科威特、澳門（自2024年起）、卡塔爾（自2024年起）、沙地阿拉伯、阿拉伯聯合大公國
- 歐洲：西班牙、意大利、德國（直至2027年）、直布羅陀、比利時、拉脫維亞、匈牙利、威爾斯、瑞典、蘇格蘭、北愛爾蘭、烏克蘭（自2024年起）
- 中北美洲：哥斯達黎加、牙買加、墨西哥
- 南美洲：阿根廷、智利、哥倫比亞、秘魯、委內瑞拉（自2024年起）
- 非洲：阿爾及利亞

#### 足球聯賽隊伍
- 英格蘭超級足球聯賽：阿仙奴、阿士東維拉、富咸、里茲聯、利物浦（自2025–26赛季起）、曼聯、紐卡素、諾定咸森林
- 英格蘭足球冠軍聯賽：萊斯特城
- 西班牙甲組足球聯賽：皇家馬德里、奧維多、西維爾（自2025–26赛季起）
- 西班牙乙組足球聯賽：阿爾巴塞特、貝高斯、米蘭德斯、薩拉戈薩、格蘭納達
- 意大利甲組足球聯賽：科木、祖雲達斯、比薩、羅馬
- 意大利乙組足球聯賽：恩特拉
- 德國甲組足球聯賽：柏林聯、法蘭克福（自2025–26赛季起）、漢堡、拜仁慕尼黑
- 德國乙組足球聯賽：杜塞道夫、紐倫堡、史浩克零四
- 法國甲組足球聯賽：比斯特、里昂、巴黎FC、斯特拉斯堡
- 法國乙組足球聯賽：阿些斯奧、巴斯蒂亞、波爾多、羅德茲
- 亞美尼亞足球超級聯賽：FC挪亞、舒拉克
- 奧地利足球超級聯賽：林茨、哈特堡（英语：TSV Hartberg）、禾夫斯貝加
- 亞塞拜然足球超級聯賽：卡拉巴克、沙巴爾（英语：Sabail FK）
- 波黑超級足球聯賽：薩拉熱窩
- 保加利亞甲組足球聯賽：索菲亞利夫斯基
- 克罗地亚足球联赛：夏德
- 塞浦路斯甲組足球聯賽：艾里斯利馬素
- 捷克甲組足球聯賽：保迪祖域斯、杜克拉布拉格、布拉格斯巴達
- 丹麥足球超級聯賽：哥本哈根、寧比、維積利
- 爱沙尼亚足球甲级联赛：卡里魯、諾梅爾（英语：FC Nõmme United）
- 芬蘭足球超級聯賽：拉迪、HJK赫爾辛基、伊韋斯、施拿祖基
- 希臘超級足球聯賽：奧林比亞高斯、彭拿典奈高斯
- 匈牙利足球甲級聯賽：德布雷辛尼VSC、費夏華、基斯華達、梅索科菲德（英语：Mezőkövesdi SE）、華沙斯體育會
- 以色列超級足球聯賽：海法馬卡比
- 哈薩克超級足球聯賽：阿克圖比、杜保爾
- 摩爾多瓦超級足球聯賽：舒列夫
- 荷蘭甲組足球聯賽：阿積士、施禾利
- 馬其頓甲組足球聯賽：斯科普里
- 挪威足球超級聯賽：莫迪、洛辛堡、華拉倫加
- 波蘭足球甲級聯賽：萊吉亞、歷基亞、拉多米亞克（英语：Radomiak Radom）、捷斯托佐華
- 葡萄牙足球超級聯賽：AVS（英语：AVS Futebol SAD）、賓菲加、AC卡薩比亞（英语：Casa Pia A.C.）、里奧艾維（自2025–26赛季起）
- 羅馬尼亞足球甲級聯賽：博托沙尼、卡拉奧華大學1948（英语：FC U Craiova 1948）、比杜路爾、施普斯（英语：Sepsi OSK Sfântu Gheorghe）、克盧日大學
- 蘇格蘭足球超級聯賽：鴨巴甸、些路迪
- 塞爾維亞超級足球聯賽：古卡歷基
- 斯洛伐克超級足球聯賽：杜克拉、普巴索華、魯容貝羅克、施洛雲、泰拿華斯巴達、森彼連（英语：MFK Zemplín Michalovce）
- 斯洛文尼亞足球甲級聯賽：馬里博爾、梅拿
- 瑞士足球超級聯賽：塞維特足球會
- 瑞典足球超級聯賽：佐加頓斯、諾高平體育會
- 土耳其足球超級聯賽：安塔利亞（英语：Antalyaspor）、比錫達斯、費倫巴治（自2025–26赛季起）、加斯安塔足球會
- 威爾斯足球超級聯賽：康納斯碼頭
- 埃及足球甲級聯賽：艾阿里
- 南非足球超級聯賽：奧蘭多海盜
- 阿根廷足球甲級聯賽：小保加體育會、萊斯查（英语：Deportivo Riestra）、河床隊
- 巴西甲組足球聯賽：明尼路體育會、高士路體育會、法林明高、國際體育會
- 智利足球甲級聯賽：智利大學、高路高路
- 哥倫比亞足球甲級聯賽：麥德林獨立、青年體育俱樂部、百萬富翁足球俱樂部
- 厄瓜多爾甲組足球聯賽：埃梅莱克
- 秘魯足球甲級聯賽：水晶體育
- 澳大利亞職業足球聯賽：西悉尼流浪者
- 香港超級足球聯賽：東方
- 印尼超級聯賽：PSM馬卡薩（自2025–26赛季起）
- 日本J1聯賽：新潟天鵝、町田澤維亞、橫濱水手
- 馬來西亞超級足球聯賽：沙巴（自2025–26赛季起）
- 沙烏地職業足球聯賽：沙特阿赫利、伊蒂法克、艾納斯
- 新加坡超級足球聯賽：馬里士他卡沙足球會、獅城水手（自2025–26赛季起）
- K聯賽1：全北現代汽車、蔚山HD FC
- 泰國足球甲級聯賽：曼谷聯（自2025–26赛季起）
- 阿聯酋阿拉伯海灣聯賽：阿積曼、阿爾納沙、阿爾華達、沙迦
- 墨西哥足球超級聯賽：CF阿美利加（自2025–26赛季起）、堤格雷斯
- 美國職業足球大聯盟：所有參賽球隊

### 棒球
- 中華職棒：中信兄弟（2024年～2026年）

### 赛车
- 一级方程式赛车：梅赛德斯AMG马石油F1车队（2025赛季起）

## 科技
GEOFIT
adiprene
adizero
Climachill
Climacool
Climaheat
Climalite
Climaproof
Climastorm
Climawarm
TechFIT
Boost
Bounce
Springblade
Cloudfoam
Formotion
Lightstrike

## 市場主要競爭對手
愛廸達的市場對手有：
- Asics
- Converse
- Fila
- Mizuno
- New Balance
- NIKE
- Puma
- Reebok
- Under Armour
- Vans

## 相关事件

### 中国区高管被员工举报事件
2024年6月7日，一位阿迪达斯中国区员工发送举报信至阿迪达斯总部，称一位市场部高级副总裁存在职场霸凌、收受回扣行为。6月8日，该举报信被该员工公开至中国社交平台小红书，并在中国互联网上广泛传播。6月11日，阿迪达斯大中华区有关人士回应称，举报信确实存在，可能存在违规行为，并表示举报信中的各种指控尚在调查中。6月26日，阿迪达斯媒体关系主管 Claudia Lange 发表声明，称“有证据表明，在与当地供应商的互动中，一名员工违反了公司的行为准则”。

## 外部連結
- welcome.asp adidas-group企業網站 （页面存档备份，存于）
- adidas Official Website _ adidas US （页面存档备份，存于）
- adidas台灣官方購物網站 （页面存档备份，存于）
- adidas香港官方網上商店 （页面存档备份，存于）
- adidas韓國官方網站 （页面存档备份，存于）
- 阿迪达斯官方旗舰店 （页面存档备份，存于）
- adidas 的Instagram帳戶 （页面存档备份，存于）
- adidas Originals 的Instagram帳戶 （页面存档备份，存于）
- adidas的X（前Twitter）
- adidas Originals的X（前Twitter）
- adidas的Facebook專頁 （页面存档备份，存于）
- adidas Originals的Facebook專頁 （页面存档备份，存于）
- adidas的YouTube頻道 （页面存档备份，存于）